# Maratón (Grecia)
Maratón (en ático / katharevousa: Μαραθών [Marathṓn]; en griego demótico: Μαραθώνας, [Marathónas]; en latín: Marathon) es un importante municipio de la costa noreste del Ática. La reforma administrativa del Plan Calícrates en vigor desde enero de 2011 abolió la prefectura e incorporó numerosas localidades. La superficie es de 223 km² y la población ha pasado de 8883 a 23.974 habitantes.

## Etimología
Maratón (μάραθον) es la palabra griega para referirse al hinojo. Se ha sugerido que el demo ático de Maratón recibió este nombre porque allí abundaba esta planta. Por otra parte, relatos de la mitología griega hacían derivar el nombre de un héroe epónimo llamado Maratón.

## Geografía física
Controla una larga y fértil llanura, cultivada desde el Neolítico, que se extiende a lo largo de una profunda bahía, protegida en su extremidad norte y unida a Atenas por una carretera que pasa al sur del monte Pentélico. La llanura tiene forma de media luna, cuya curva interior está delimitada por la ribera de la bahía y la exterior por una serie de alturas que son: al sur los montes Agrieliki y Aforismo, al oeste y centro los montes Kotroni y Koraki, y al norte el monte Drakonero, cuya continuación al este y sureste es el cabo Maratón (antiguo Cinosura). Pausanias dice que el monte de Pan estaba cerca de la llanura. Menciona una gruta en dicho monte, cuya entrada era estrecha. En su interior había habitaciones, baños y «lo que llaman el rebaño de cabras de Pan», rocas muy semejantes a cabras.

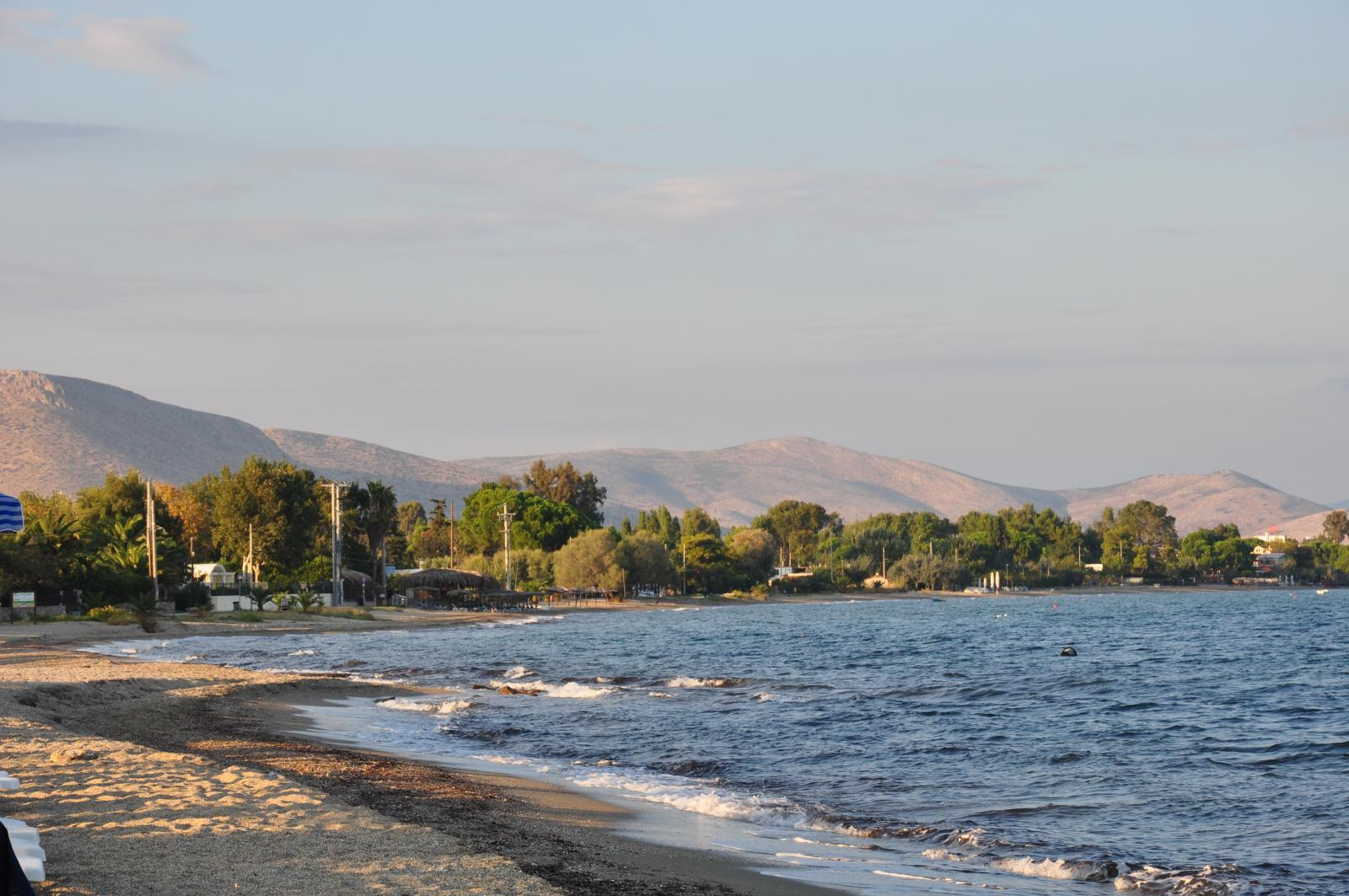
Playa de Maratón.

La llanura alcanzaba en su parte más extensa casi los 8 km, y tenía poco más de 3 de ancho. Estaba bordeada por dos marismas, al norte y al sur, siendo esta última, la de Vrexiza, la más pequeña, que quedaba desecada en verano; mientras que la del norte o Gran Marisma, mucho más extensa, era impracticable. Ambas marismas fueron drenadas a finales de los años 20, iniciativa de la campaña internacional para erradicar la malaria de la Fundación Rockefeller.
El riachuelo Maradros desemboca entre los montes Kotroni y Koraki, cerca de los pueblos de Bey y Seferi y divide la llanura en dos partes. Hacia la mitad de la parte sur y a 800 m s. n. m. se eleva un montículo llamado Soro («la Tumba»), túmulo de los caídos en la Batalla de Maratón.
Hay dos caminos que parten del campo de batalla de Maratón hacia Atenas, uno más montañoso hacia el norte, cuya longitud es de 34,5 km, y otro más llano pero más largo hacia el sur, cuyo recorrido alcanza los 40,8 km. Se ha argumentado que el antiguo hemerodromo (mensajero corredor) recorrió el camino escabroso septentrional porque durante el transcurso de la batalla había soldados persas en el sur de la llanura. El camino de Atenas a Maratón pasa por la población de Cefisia, el monte Pentélico queda a su derecha, y la llanura de Maratón a la izquierda, que se extiende hasta el pie del monte Parnés. Después de atravesar la localidad de Apano Stamati, el camino gira a la derecha y conduce a una montuosidad, desde donde se abarca con la vista la llanura de Maratón, la isla de Eubea. Desde este lugar el camino se bifurca: el de la derecha llega hasta la población de Varnava, situada al pie del monte Pentélico, donde se alza un monasterio. El camino bordea el monte, deja la llanura a la derecha, y lleva a las localidades de Bey y Sifferi, situadas a orillas del torrente Caradro. Enseguida está la ciudad de Maratón. La ramificación de la izquierda desciende por una antigua vía férrea degradada, hasta el valle de Maratón.

## Arqueología e historia

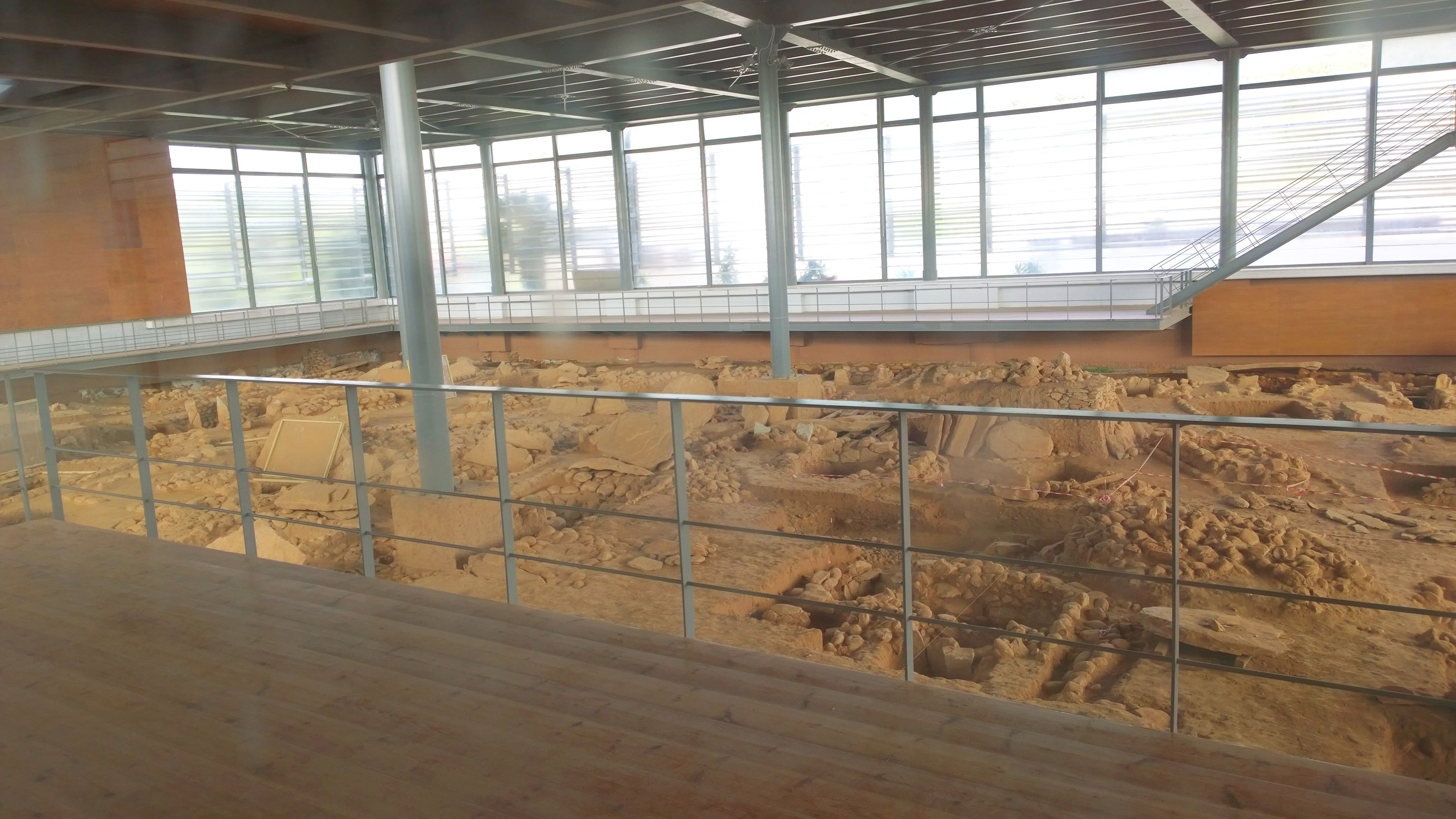
Vista de la necrópolis heládica de Vrana.

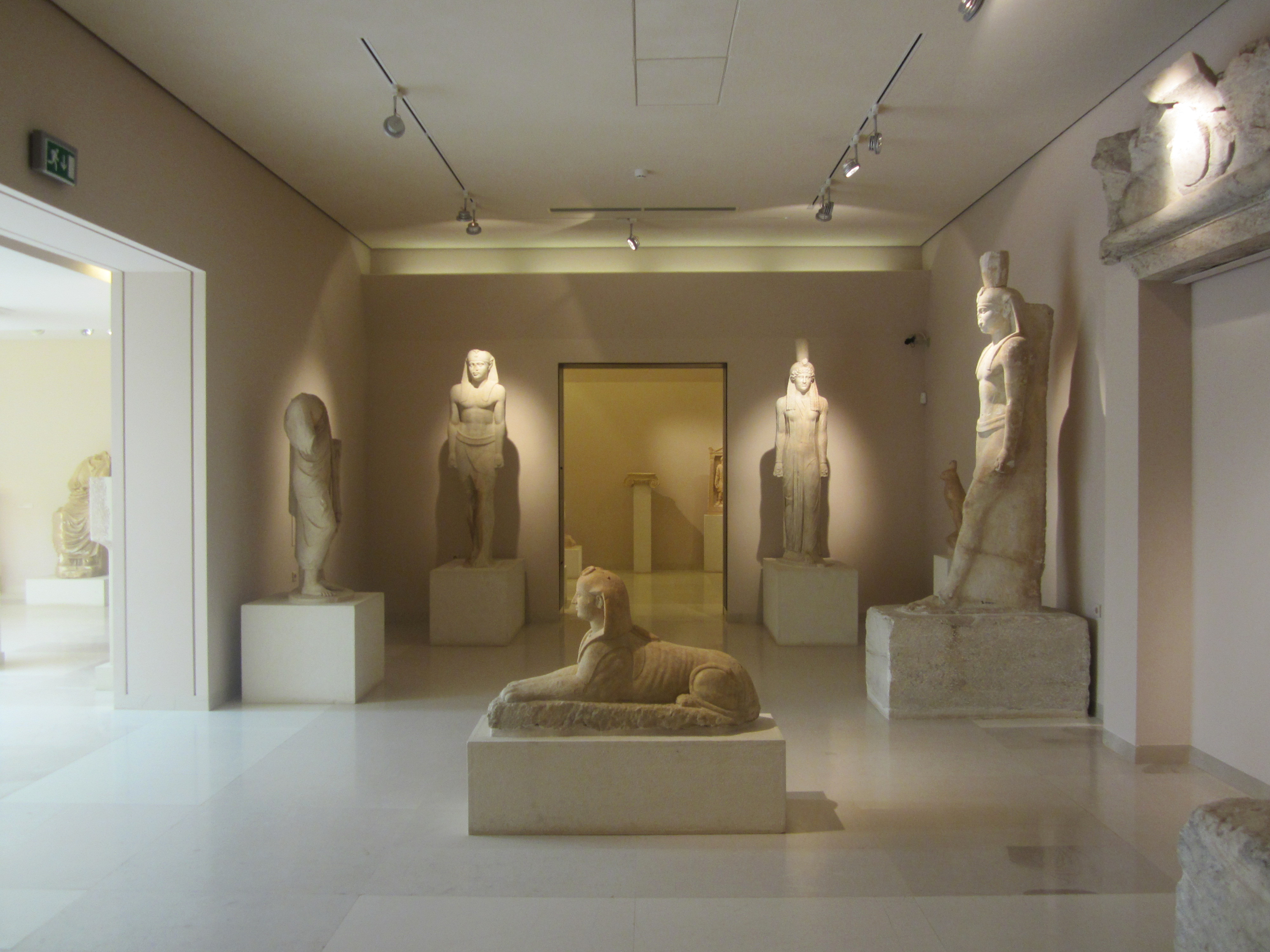
Algunas de las estatuas del santuario de los dioses egipcios construido en la época de Herodes Ático. Se exponen en el Museo Arqueológico de Maratón.

En el Neolítico hubo un asentamiento en la «gruta de Pan» de Énoe y otro en Nea Makri. Durante el Heládico antiguo (3000-2300 a. C.) se enterraba a los pobladores en una necrópolis encontrada en Tsepi. Los ídolos de tipo cicládico y las cerámicas halladas en las tumbas sugieren un tipo de relación o bien fruto del comercio entre las Cícladas y los «maratonianos prehistóricos» o de la colonización del territorio por los isleños.
En el área de Vrana se han hallado varias tumbas que estuvieron en uso desde el periodo heládico medio hasta el heládico reciente (aproximadamente entre 2000-1300 a. C.)
Al periodo micénico pertenece la tumba abovedada de Arnó, que tiene un dromos de unos 25 m de largo, donde se realizó el sacrificio de dos caballos.
Por otra parte, al noroeste de la bahía de Maratón se encuentra el sitio arqueológico de Plasi, donde se han sacado a la luz restos de arquitecturas y otros materiales de la prehistoria, de la época arcaica y del periodo romano.
A mediados del siglo VI a. C., Pisistrato, el tirano ateniense, zarpó de Eretria y desembarcó en la playa de Maratón y se apoderó del demo. Allí acudieron sus partidarios de Atenas y de los demos. Marchó desde Maratón con las tropas reunidas y efectivos atenienses se enfrentaron con ellos en un santuario de Atenea Palénide, erigido en el demo de Palene (actual Pallini). Tras este evento, Pisístrato obtuvo tercera vez el cargo de tirano de Atenas.
Fue el escenario de una derrota infligida por los atenienses y los plateos, bajo el mando de Milcíades, a los invasores persas en 490 a. C. Ubicado en la llanura de Maratón, cerca de la costa, hay un túmulo de 9 metros, conocido como «tumba de los atenienses», donde fueron enterrados los soldados muertos en esta batalla. Por otra parte, en Vrana, hay otro túmulo más pequeño que se ha denominado «túmulo de los plateos», donde se supone que recibieron sepultura los soldados muertos procedentes de Platea.
Pausanias en su visita al lugar deja constancia de que sobre el lago de Maratón permanecían los pesebres de piedra de los caballos de Artafernes. Del lago dice que la mayor parte era pantanoso. Añade que desde el lago fluye un río, que proporciona agua para el ganado de las vecindades del propio lago, y que en su desembocadura en el mar el agua se hace salina, y los peces, por consiguiente, son de mar.
De la época romana se conservan los restos de un gran edificio en Énoe con columnas de mármol que probablemente fue construido en tiempos de Herodes Ático para el culto de Apolo Pitio y de un santuario dedicado a los dioses egipcios con unos lujosos baños públicos, también de tiempos de Herodes Ático.
Muchos de los restos arqueológicos de todas las épocas hallados en el área se conservan en el Museo Arqueológico de Maratón, que se encuentra en la localidad de Vrana.